# Alex Carter (acteur canadien)
Pour les articles homonymes, voir Alex Carter et Carter.
Alex Carter, né Alex Apostolopoulos le 12 novembre 1964 à Toronto (Canada) est un acteur canadien.

## Biographie
Carter est né à Toronto, Ontario. Il a fréquenté le Lawrence Park Collegiate Institute ainsi que le Wexford Collegiate Institute. Il a résidé dans la communauté Wexford community of Toronto (Scarborough), puis est parti pour Hollywood, où il a étudié au Beverly Hills Playhouse,.

## Carrière
Les rôles de télévision de Carter comprenaient des rôles récurrents dans les séries : Family Passions, Black Harbor, Traders, Made in Canada, Taking the Falls, Le Caméléon, These Arms of Mine, Flashpoint, Wildfire, Castle, Life, FBI : Portés disparus, Nip/Tuck, La Légende de Sérenna, The Practice : Donnell et Associés, Shark, Un tandem de choc, Les Experts : Manhattan, Leverage, JAG, Veritas: The Quest et Jericho.
Carter a également joué le rôle du détective Vartann dans Les Experts (41 épisodes), Michael Davis dans Revenge; et des rôles récurrents dans les séries Point Pleasant (9 épisodes) et Burn Notice (6 épisodes). Il a joué dans plusieurs scènes finales de la série 24 Heures chrono. Ses rôles incluent Out of Time et The Island. Il a également joué avec Cary Elwes et Alex Rocco dans le thriller The Other.

## Vie privée
Alex Carter est divorcé et père de trois enfants.

## Filmographie
- 1988 : Betrayal of Silence (TV) : Michael
- 1989 : Vendredi 13 (série TV) : Un officier de police
- 1989 : War of the Worlds (série TV) : Alien 2/Clark/Homme de la compagnie 2 (2 épisodes)
- 1990 : Mon plus beau secret (série TV) : Methey (2 épisodes)
- 1991 : Rintintin junior (série TV)
- 1991 : Street Legal (en) (série TV) : Dean James
- 1992 : Top Cops (série TV) : Williams/Gorry/Pezzulich
- 1992 : Secret Service (série TV) : Agent/Romano (2 épisodes)
- 1993 : Force de frappe (série TV) : Ron
- 1993 : Taking the Heat (TV) : Muff
- 1993 : Family Passions (série TV) : Mickey Langer #2
- 1994 : Spenser: Pale Kings and Princes (TV) : Lundquist
- 1994 : To Save the Children (TV) : FBI 1
- 1994 : Side Effects (en) (série TV) : Richard Malichevski (4 épisodes)
- 1995 : Taking the Falls (série TV) : Domenic DiFranco
- 1995 : L'Amour en cage (The Man in the Attic) (TV) : Gary
- 1995 : Net Worth (TV) : Gus Mortson
- 1996 : Black Harbour (série TV) : Paul Isler (30 épisodes)
- 1996 : Moonshine Highway (TV) : Bill Rickman
- 1996 : Haute finance ("Traders") (série TV) : Tommy 'Ryke' Rykespoor
- 1996 : Le choix du désespoir (Her Desperate Choice) (TV) : Marcus Perry, Jody's Ex-Husband
- 1996 : Talk to Me (TV)
- 1996 : Trilogy of Terror II (TV) : Breslow
- 1996 : The Morrison Murders (TV) : Deputy George Pettygrew
- 1996 : Voies de fait (What Kind of Mother Are You?) : Rob Hyler
- 1996 : Kung Fu, la légende continue (série TV)
- 1996 : Un tandem de choc (série TV) : Agent Ford (5 épisodes)
- 1997 : À l'heure des adieux (Time to Say Goodbye?) : Craig Klooster
- 1997 : FX, effets spéciaux (série TV) : Bobby
- 1998 : Made in Canada (série TV) : Damacles/Michael Rushton (3 épisodes)
- 1998 : The Fixer (TV) : Howard Larkin
- 1998 : Un témoin inattendu (Recipe for Revenge) (TV) : Jack Brannigan
- 1999 : Le Caméléon (série TV) : Craig Winston
- 1999 : The Sentinel (série TV) : Alan Archer
- 1999 : Viper (série TV) : Dennis Pratt/Phil Dykstra
- 1999 : Le Flic de Shanghaï (série TV) : Vincent McKnight
- 1999 : Demain à la une (série TV) : Victor Crowley
- 1999 : These Arms of Mine (série TV) : David Bishop (5 épisodes)
- 1999 : JAG (série TV) : Cmdr Thomas Risnicki
- 2000 : Felicity (série TV) : Le père de Stephen
- 2000 : Bring Him Home : Farrell
- 2000 : Task Force: Caviar (TV) : Brian Hogan
- 2001 : V.I.P. (série TV) : Lagos
- 2001 : Dark Angel (série TV) : Sidney Croal/Synthedyne CEO
- 2001 : Blue Murder (série TV) : Agent Wayne 'Flip' Henderson (2 épisodes)
- 2001 : It is what it is (TV) : Mitch Valentine
- 2001 : Hitched (TV) : Detective Cary Grant
- 2001 : It Is What It Is : Mitch Valentine
- 2001 : Panique à la Maison-Blanche (The Day Reagan Was Shot) (TV) : Dr. Allard
- 2001 : Invasion planète Terre (série TV) : Keeler
- 2002 : Coupables par amour (Guilt by Association) (TV) : Russell
- 2003 : The Practice : Donnell et Associés (série TV) : John Doe/Russel Fosterling
- 2003 : Nip/Tuck (série TV) : Cliff Mantegna
- 2003 : Veritas: The Quest (série TV) : Dr. Solomon Zond (13 épisodes)
- 2003 : Out of Time : Cabot
- 2003 : Les Experts (série TV) : Detective Vartann (35 épisodes)
- 2003 : JAG (série TV) : Cmdr Mark Joyner
- 2005 : The Island : Censor
- 2005 : Nightstalker le guetteur (série TV) : Détective Granof
- 2005 : Bones (série TV) : Dr. Andrew Rigby
- 2005 : Point Pleasant, entre le bien et le mal (série TV) : Sherrif Logan Parker (9 épisodes)
- 2006 : La Légende de Sérenna (The mermaid chair) (TV) : Brother "Whit" Thomas
- 2006 : DOS : Division des opérations spéciales (série TV) : Général Ian Maguire
- 2006 : Jericho (série TV) : Chef des Pompiers
- 2007 : FBI : Portés disparus (série TV) : Allen Crane
- 2007 : Wildfire (série TV) : Tim (4 épisodes)
- 2007 : Dead Zone (série TV) : Capitaine Steve Wilcox
- 2007 : Shark (série TV) : Alan Boyd (2 épisodes)
- 2007 : Retour à Lincoln Heights (Lincoln Heights) (série TV) : Lieutenant Lindo (10 épisodes)
- 2007 : Burn Notice (série TV) : Jason Bly (3 épisodes)
- 2008 : Life (série TV) : Alex Lauer
- 2009 : Leverage (série TV) : Homme de main de Sterling (2 épisodes)
- 2009 : Terminator : Les Chroniques de Sarah Connor (série TV) : Ko Samuels
- 2009 : Castle (série TV) : Michael Goldman
- 2009 : Ghost Whisperer (série TV) : Dale Harmon
- 2009 : Flashpoint (série TV) : Robert Cooper
- 2010 : 24 Heures chrono (série TV) : Nantz
- 2011 : Haven (série TV)
- 2011 : Revenge (série TV) : Michael Davis
- 2011 : Look again (TV)
- 2012 : Beauty and the Beast (série TV, saison 1) : Zachary Holt
- 2012 : 40 Days and Nights : Lieutenant John, le fiancé de Tessa
- 2017 : Don't Sleep de Rick Bieber : Vince Marino